# Wings over America
Albums de Wings
Wings at the Speed of Sound
(1976) London Town
(1978)
Albums live des Wings
Concerts for the People of Kampuchea
(1981)
Singles
1. Maybe I'm Amazed / Soily
Sortie : 1976

Wings over America est l'unique album live du groupe Wings, sorti initialement comme un triple album en 1976 et réédité sous forme de double CD en 1984. Il est issu des enregistrements de la tournée du même nom qui s'est déroulée en mai et juin 1976 au sein du Wings Over the World Tour.
Près de 90 heures d'enregistrements sont prises sur le vif, puis retouchées aux studios Abbey Road par Paul McCartney. Les chansons comprennent des titres des Wings, de l'artiste en solo, et même des Beatles. L'album est donc très complet et pour l'occasion, McCartney s'est entouré non seulement du groupe Wings, mais aussi d'un ensemble de cuivres.
La réception de l'album est donc particulièrement bonne. La critique l'apprécie et le public est au rendez-vous. C'est le premier disque live à atteindre la tête des charts américains, dans lesquels il se maintient 86 semaines, devenant le triple album le plus vendu au monde jusqu'en 1982. Au Royaume-Uni, il grimpe à la huitième place des charts.
Le single Maybe I'm Amazed (couplée à Soily en face B) atteindra la 28e position du palmarès britannique et la 10e de Billboard aux États-Unis.

## Liste des chansons
Toutes les chansons sont de Paul & Linda McCartney, sauf mentions contraires.

### Face 1
1. Venus and Mars/Rock Show / Jet – 10:20
2. Let Me Roll It – 3:40
3. Spirits of Ancient Egypt – 3:59 - Chant Denny Laine
4. Medicine Jar (Jimmy McCulloch, Colin Allen) – 3:57 - Chant Jimmy McCulloch

### Face 2
1. Maybe I'm Amazed (Paul McCartney) - 5:10
2. Call Me Back Again – 5:04
3. Lady Madonna (Lennon/McCartney) – 2:19
4. The Long and Winding Road (Lennon/McCartney) – 4:13
5. Live and Let Die – 3:07

### Face 3
1. Picasso's Last Words (Drink to Me) – 1:55
2. Richard Cory (Paul Simon) – 1:52 - Chant Denny Laine
3. Bluebird – 3:37
4. I've Just Seen a Face (Lennon, McCartney) – 1:49
5. Blackbird (Lennon/McCartney) – 2:23
6. Yesterday (Lennon/McCartney) – 1:43

### Face 4
1. You Gave Me the Answer (Paul McCartney) – 1:47
2. Magneto and Titanium Man (Paul McCartney) – 3:11
3. Go Now (Larry Banks, Milton Bennett) – 3:27 - Chant Denny Laine
4. My Love – 4:07
5. Listen to What the Man Said – 3:18

### Face 5
1. Let 'Em In – 4:02
2. Time to Hide (Denny Laine) – 4:46 - Chant Denny Laine
3. Silly Love Songs – 5:46
4. Beware My Love – 4:49

### Face 6
1. Letting Go – 4:25
2. Band on the Run – 5:03
3. Hi, Hi, Hi – 2:57
4. Soily – 5:10

## Fiche technique

### Interprètes
- Paul McCartney : chant, chœurs, basse, guitare acoustique, piano, claviers
- Linda McCartney :  claviers, piano, chœurs, chant
- Denny Laine : guitare acoustique, guitare électrique, basse, piano, claviers, chœurs, chant sur Spirits of Ancient Egypt, Richard Cory,  Time to Hide et Go Now, chœurs sur Picasso's Last Words (Drink to Me)
- Jimmy McCulloch : guitare acoustique, guitare électrique, basse, chant sur Medicine Jar, chœurs
- Joe English : batterie, percussions, chœurs

### Personnel additionnel
- Thaddeus Richard : saxophone, clarinette, flûte traversière, percussions
- Howie Casey : saxophone, percussions
- Steve Howard : trompette, bugle, percussions
- Tony Dorsey : trombone, percussions